# Série de championnat de la Ligue américaine de baseball 2015

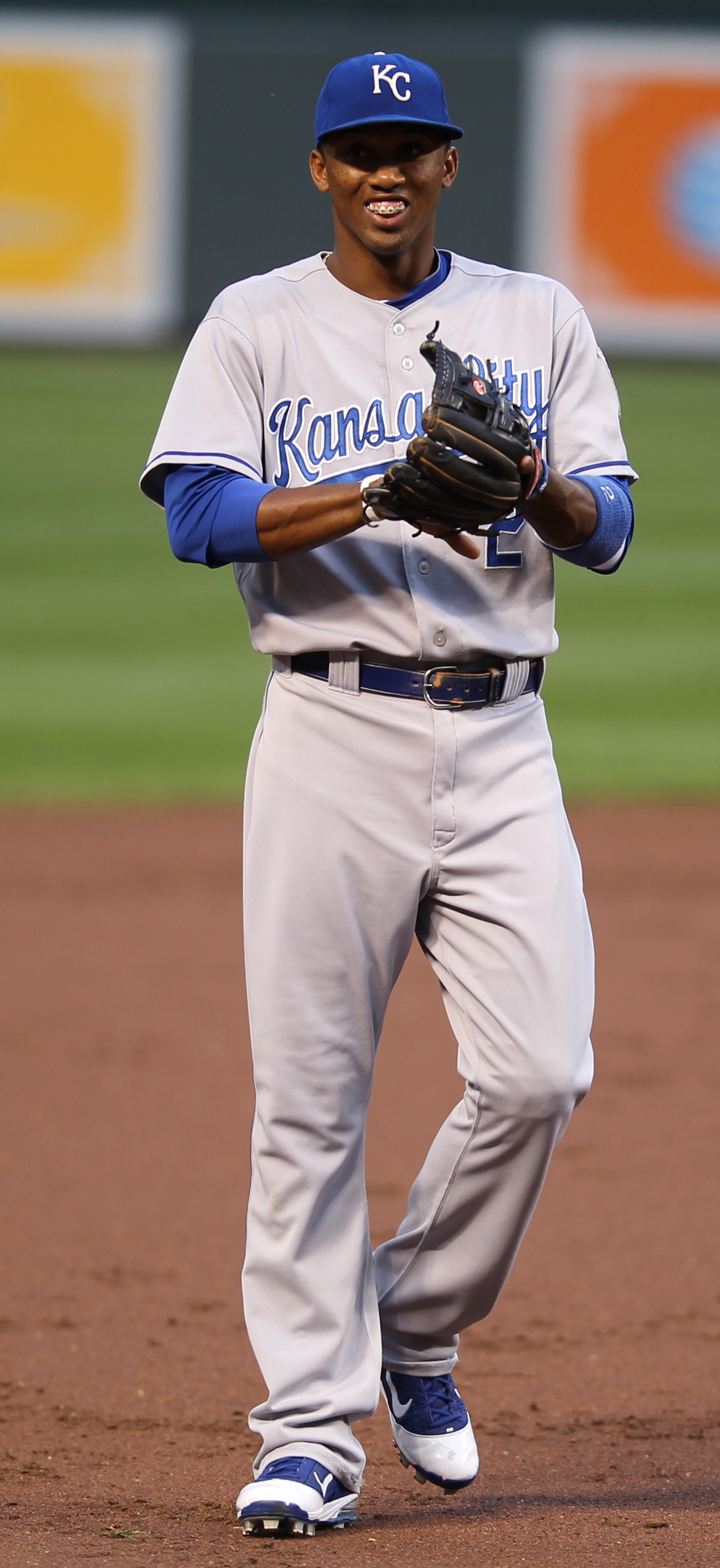
Alcides Escobar, des Royals de Kansas City, est le joueur par excellence de la Série de championnat.

La Série de championnat de la Ligue américaine de baseball 2015 est la 46e série finale de la Ligue américaine de baseball, dont l'issue détermine le représentant de cette ligue à la Série mondiale 2015, la grande finale des Ligues majeures de baseball. 
Cette série au meilleur de sept parties est jouée du vendredi 16 octobre au vendredi 23 octobre 2015. Gagnants du titre de champion de la Ligue américaine pour une deuxième année de suite, les Royals de Kansas City accèdent à la Série mondiale 2015 en triomphant des Blue Jays de Toronto quatre matchs à deux dans la Série de championnat.
Alcides Escobar, des Royals, est nommé joueur par excellence de la Série de championnat.

## Équipes en présence
L'identité des équipes qui s'affrontent en Série de championnat est déterminée par l'issue des Séries de divisions qui ont lieu quelques jours auparavant. L'avantage du terrain pour la série est accordé au club ayant présenté la meilleure fiche victoires-défaites en saison régulière 2015, celui-ci devenant l'équipe hôte pour les deux premiers matchs de la série, ainsi que les sixième et septième rencontres si elles s'avèrent nécessaires.

### Royals de Kansas City
Les Royals de Kansas City défendent leur titre de champions de la Ligue américaine, acquis lors de leur victoire un an plus tôt en Série de championnat 2014. En saison régulière 2015, les Royals ont la meilleure fiche de l'Américaine avec 95 victoires et 67 défaites, soit 6 succès de plus que la saison précédente et leur meilleure performance depuis 1980. Avec 12 matchs gagnés de plus que leurs plus proches poursuivants, les Twins du Minnesota, les Royals décrochent facilement la première place de la division Centrale de la Ligue américaine pour un premier titre de section depuis 1985 et se qualifient en éliminatoires pour la deuxième année de suite. 
Passés à seulement 6 retraits de l'élimination en Série de divisions, les Royals remportent les deux derniers matchs pour triompher des Astros de Houston trois matchs à deux.

### Blue Jays de Toronto
Avec une saison 2015 de 93 victoires et 69 défaites, les Blue Jays de Toronto gagnent 10 matchs de plus qu'en 2014, réalisent leur meilleure performance depuis 1993 et mettent fin à la plus longue séquence active des majeures (et du sport professionnel nord-américain) de saisons sans participation aux séries éliminatoires, auxquelles ils se qualifient pour la première fois depuis leur triomphe en Série mondiale 1993. Après l'acquisition avant la date limite des échanges du lanceur étoile David Price et de l'arrêt-court Troy Tulowitzki, les Blue Jays distancent les Yankees de New York et les devancent par 6 victoires pour leur premier titre de la division Est de la Ligue américaine en 22 ans. Toronto domine largement les majeures avec 891 points marqués. Menés par les 41 de Josh Donaldson, les 40 de José Bautista et les 39 d'Edwin Encarnación, ils sont également premiers des majeures avec un total de 232 coups de circuit.
Perdants à Toronto des deux premiers matchs de leur Série de divisions face aux Rangers du Texas, les Blue Jays reviennent de l'arrière pour enlever la série grâce à 3 victoires de suite, dont la dernière à domicile.

### Affrontements précédents
Cet affrontement a lieu 30 ans après la Série de championnat 1985 où, après avoir perdu 3 des 4 premiers matchs, les Royals avaient gagné les 3 derniers pour enlever la série en 7 parties sur Toronto, puis remporter la Série mondiale 1985. 
En saison régulière 2015, les Blue Jays ont remporté 4 des 7 matchs qui opposaient aux Royals.

## Déroulement de la série

### Calendrier des rencontres
La première équipe à remporter quatre victoires est sacrée championne de la Ligue américaine et la représente en Série mondiale 2015. La tête de série, qui est le club parmi les deux participants ayant remis la meilleure fiche victoires-défaites en saison régulière, détient l'avantage du terrain et reçoit son adversaire dans les matchs 1, 2, 6 et 7.
| Match | Date       | Visiteur              | Hôte                  | Score  |
| ----- | ---------- | --------------------- | --------------------- | ------ |
| 1     | 16 octobre | Blue Jays de Toronto  | Royals de Kansas City | 0 - 5  |
| 2     | 17 octobre | Blue Jays de Toronto  | Royals de Kansas City | 3 - 6  |
| 3     | 19 octobre | Royals de Kansas City | Blue Jays de Toronto  | 8 - 11 |
| 4     | 20 octobre | Royals de Kansas City | Blue Jays de Toronto  | 14 - 2 |
| 5     | 21 octobre | Royals de Kansas City | Blue Jays de Toronto  | 1 - 7  |
| 6     | 23 octobre | Blue Jays de Toronto  | Royals de Kansas City | 3 - 4  |

### Match 1
Vendredi 16 octobre 2015 au Kauffman Stadium, Kansas City, Missouri.
| Blue Jays de Toronto | 0 | 0 | 0 | 0 | 0 | 0 | 0 | 0 | 0 | 0 | 3 | 1 |
| Royals de Kansas City | 0 | 0 | 2 | 1 | 0 | 0 | 0 | 2 | X | 5 | 8 | 1 |
| Lanceurs partants : TOR : Marco Estrada KC : Edinson Volquez Vic. : Edinson Volquez (1-0) Déf. : Marco Estrada (0-1) HRs: KC : Salvador Pérez (1) |   |   |   |   |   |   |   |   |   |   |   |   |

Edinson Volquez, qui possédait une moyenne de points mérités de 8,76 en 3 départs éliminatoires avant ce match, amorce la Série de championnat par une brillante performance qui aide les Royals à remporter le premier match 5-0. Il n'accorde aucun point sur deux coups sûrs en 6 manches, avant que Kelvin Herrera, Ryan Madson et Luke Hochevar ne se succèdent au monticule, blanchissant pendant une manche chacun des Blue Jays limités à 3 coups sûrs au total.

### Match 2
Samedi 17 octobre 2015 au Kauffman Stadium, Kansas City, Missouri.
| Blue Jays de Toronto | 0 | 0 | 1 | 0 | 0 | 2 | 0 | 0 | 0 | 3 | 10 | 0 |
| Royals de Kansas City | 0 | 0 | 0 | 0 | 0 | 0 | 5 | 1 | X | 6 | 8  | 0 |
| Lanceurs partants : TOR : David Price KC : Yordano Ventura Vic. : Danny Duffy (1-0) Déf. : David Price (0-1) Sauv. : Wade Davis (1) |   |   |   |   |   |   |   |   |   |   |    |   |

Kansas City remporte un match en deux temps, initialement dominé par Toronto. Le lanceur partant David Price limite les Royals à un seul coup sûr au cours des 6 premières manches, tandis que les Blue Jays se forgent une avance de 3-0. Il établit deux records de franchise des Blue Jays avec 8 retraits sur des prises et en retirant 18 frappeurs adverses de suite dans un match éliminatoire. Mais cette séquence est brisée en 7e manche lorsqu'une mauvaise communication à l'entre-champ droit entre le voltigeur de droite des Jays José Bautista et le joueur de deuxième but Ryan Goins, hors-position loin à sa gauche, permet à une balle soulevée par Ben Zobrist de tomber entre les deux joueurs. Ceci ouvre la porte à une poussée de 5 points des Royals, qui envoient 9 frappeurs au bâton dans cette 7e manche, marquant sur 5 simples et un double.
Lanceur perdant dans le revers de 6-3 des Blue Jays, David Price encaisse une 7e défaite de suite comme partant en matchs éliminatoires, égalant le record établi par Randy Johnson, de 1995 à 2001. Cette séquence perdante de Price avait toutefois été interrompue par une victoire le 12 octobre 2015 comme lanceur de relève dans le 4e match de la Série de divisions face aux Rangers du Texas.

### Match 3
Lundi 19 octobre 2015 au Centre Rogers, Toronto, Ontario.
| Royals de Kansas City | 1 | 0 | 1 | 0 | 2 | 0 | 0 | 0 | 4 | 8  | 15 | 0 |
| Blue Jays de Toronto | 0 | 3 | 6 | 0 | 1 | 0 | 0 | 1 | X | 11 | 11 | 0 |
| Lanceurs partants : KC : Johnny Cueto TOR : Marcus Stroman Vic. : Marcus Stroman (1-0) Déf. : Johnny Cueto (0-1) HRs : KC : Kendrys Morales (1) TOR : Troy Tulowitzki (1), Josh Donaldson (1), Ryan Goins (1) |   |   |   |   |   |   |   |   |   |    |    |   |

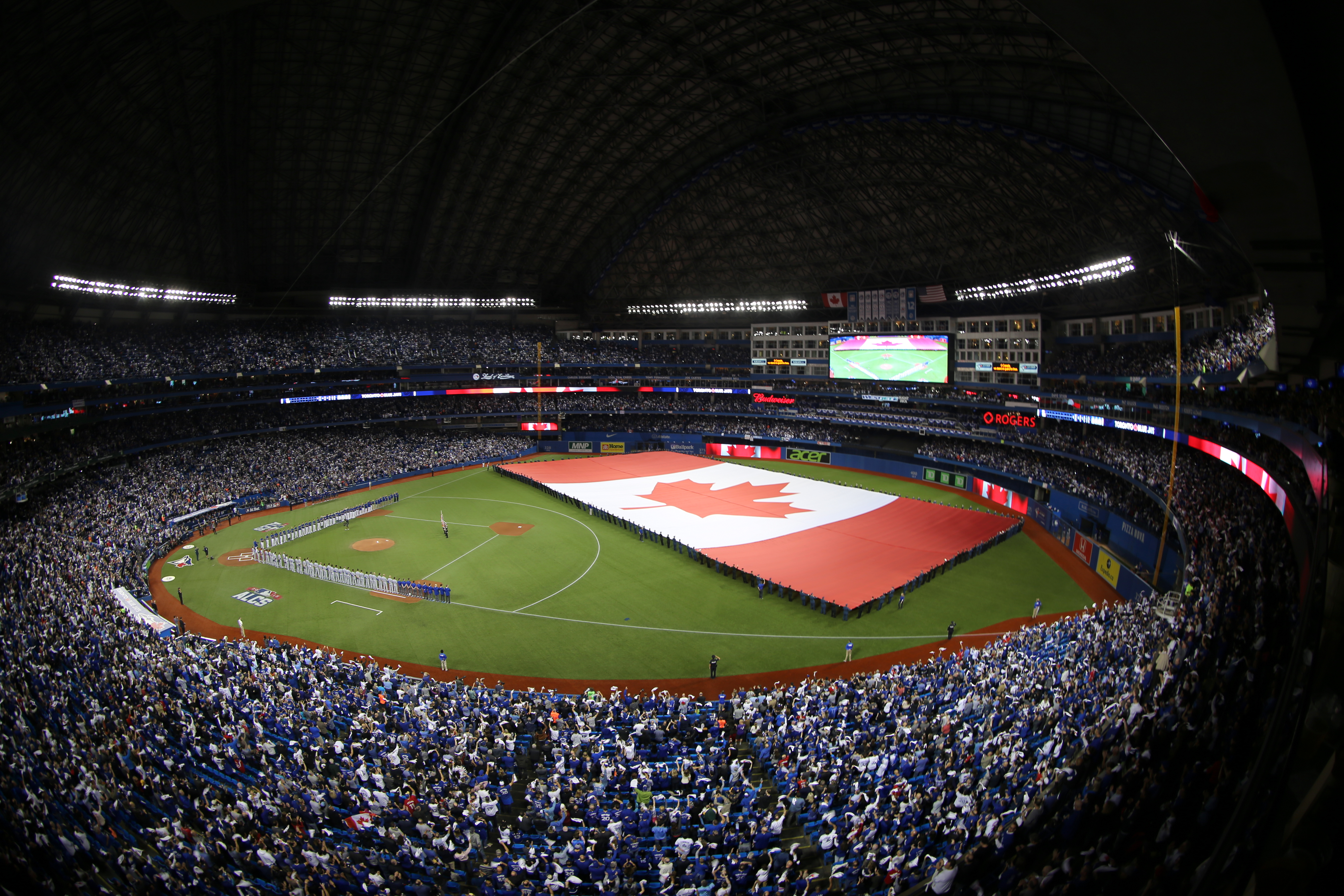
Un drapeau canadien sur le terrain du Centre Rogers durant les cérémonies précédant le 3e match de la Série de championnat à Toronto.

Dans une victoire de 11-8, chaque joueur de l'alignement de départ des Blue Jays atteint les buts au moins une fois. Josh Donaldson, Ryan Goins et Troy Tulowitzki ont chacun deux coups sûrs, dont un circuit, et trois points produits pour Toronto. Goins en particulier rachète sa coûteuse erreur du match précédent avec un simple après deux retraits en 2e manche qui donne aux Blue Jays une avance de 2-1.
Johnny Cueto, des Royals, est chassé du match en 3e après seulement deux manches complètes lancées, ayant accordé 8 points mérités sur 6 coups sûrs et 4 buts-sur-balles, et sa performance est citée comme l'une des pires de l'histoire des éliminatoires pour un lanceur partant. Malgré 4 coups sûrs d'Alcides Escobar, qui égalent le record d'équipe pour Kansas City, les Royals tirent de l'arrière tout le match et amorcent la 9e et dernière manche perdant 11-4. Ils inscrivent 4 points avant de s'avouer vaincus, notamment sur le 3e coup sûr du match de Kendrys Morales, un circuit de deux points.
Pour Kansas City, Lorenzo Cain connaît un 12e match éliminatoire de suite avec au moins un coup sûr, une séquence amorcée lors du 4e affrontement de la Série mondiale 2014 qui bat l'ancien record des Royals de 11 établi par Amos Otis durant les éliminatoires de 1978 et 1980. Ben Zobrist égale un record d'équipe avec 3 doubles dans une même match éliminatoire.
Ce match est le premier perdu par les Royals en Série de championnat depuis le 12 octobre 1985, ce qui met fin à une séquence de 9 victoires de suite en finale de la Ligue américaine (incluant des matchs de 1985, 2014 et 2015). Ils sont ainsi freinés dans leur tentative de battre le record de 10 établi par les Orioles de Baltimore dans les éliminatoires de 1969, 1970, 1971 et 1973.

### Match 4
Mardi 20 octobre 2015 au Centre Rogers, Toronto, Ontario.
| Royals de Kansas City | 4 | 1 | 0 | 0 | 0 | 0 | 4 | 3 | 2 | 14 | 15 | 0 |
| Blue Jays de Toronto | 0 | 0 | 2 | 0 | 0 | 0 | 0 | 0 | 0 | 2  | 7  | 0 |
| Lanceurs partants : KC : Chris Young TOR : R. A. Dickey Vic. : Luke Hochevar (1-0) Déf. : R. A. Dickey (0-1) HRs : KC : Ben Zobrist (1), Alex Ríos (1) |   |   |   |   |   |   |   |   |   |    |    |   |

Les Royals s'approchent à une victoire d'un retour en Série mondiale avec une victoire facile de 14-2 à Toronto. Alcides Escobar et Lorenzo Cain produient 4 et 3 points, respectivement. Le second frappeur de la partie, Ben Zobrist, claque un circuit de deux points et Alex Ríos réussit 3 coups sûrs en 3 dont un circuit d'un point.
Le joueur de champ intérieur des Blue Jays, Cliff Pennington, devient le premier joueur de position de l'histoire à être utilisé comme lanceur dans un match de séries éliminatoires : il affronte 3 frappeurs des Royals en début de 9e et, après avoir accordé deux simples, met fin à la manche en forçant le retrait de Ben Zobrist,.

### Match 5
Mercredi 21 octobre 2015 au Centre Rogers, Toronto, Ontario.
| Royals de Kansas City | 0 | 0 | 0 | 0 | 0 | 0 | 0 | 1 | 0 | 1 | 4 | 0 |
| Blue Jays de Toronto | 0 | 1 | 0 | 0 | 0 | 4 | 1 | 1 | X | 7 | 8 | 0 |
| Lanceurs partants : KC : Edinson Volquez TOR : Marco Estrada Vic. : Marco Estrada (1-1) Déf. : Edinson Volquez (1-1) HRs : KC : Salvador Pérez (2) TOR : Chris Colabello (1) |   |   |   |   |   |   |   |   |   |   |   |   |

Toronto évite l'élimination et renvoie la série à Kansas City grâce à une victoire de 7-1. Au monticule pour les Royals, Edinson Volquez limite les Blue Jay à trois coups sûrs dans les 5 premières manches, dont un seul - le circuit en solo de Chris Colabello en 2e manche - ne sort de l'avant-champ. En 6e manche toutefois, Volquez affronte 4 joueurs des Blue Jays : il donne 3 buts-sur-balles et atteint un frappeur. Il est remplacé par Kelvin Herrera après avoir donné un but-sur-balles avec les buts remplis qui fait compter un point. Les buts toujours remplis, Herrera est victime d'un double de 3 points de Troy Tulowitzki.

### Match 6
Vendredi 23 octobre 2015 au Kauffman Stadium, Kansas City, Missouri.
| Blue Jays de Toronto | 0 | 0 | 0 | 1 | 0 | 0 | 0 | 2 | 0 | 3 | 7 | 0 |
| Royals de Kansas City | 1 | 1 | 0 | 0 | 0 | 0 | 1 | 1 | X | 4 | 9 | 0 |
| Lanceurs partants : TOR : David Price KC : Yordano Ventura Vic. : Wade Davis (1-0) Déf. : Roberto Osuna (0-1) HRs : TOR : José Bautista (1, 2) KC : Ben Zobrist (2), Mike Moustakas (1) |   |   |   |   |   |   |   |   |   |   |   |   |

Les Royals prennent les devants 2-0 sur des circuits de Ben Zobrist et Mike Moustakas en première et deuxième manches contre David Price. La frappe de Moustakas est controversée puisque la balle est attrapée par un spectateur qui étire son bras au-dessus de la clôture du champ extérieur. Malgré le recours à l'arbitrage vidéo, la règle d'interférence d'un spectateur n'est pas invoquée et on accorde un circuit qui n'aurait pas dû en être un,
,,,.
David Price se ressaisit par la suite au monticule pour Toronto, retirant sur des prises 6 des 11 frappeurs suivant le circuit de Moustakas, et les Blue Jays reviennent dans le match grâce aux circuits de José Bautista en quatrième manche contre Yordano Ventura, puis à un autre de deux points contre Ryan Madson, qui crée l'égalité 3-3. En fin de 8e manche, les Royals gagnent le match et la série lorsque le rapide Lorenzo Cain soutire un but-sur-balles à Roberto Osuna puis court jusqu'au marbre pour compter sur le simple d'Eric Hosmer.

## Joueur par excellence
Alcides Escobar, le joueur d'arrêt-court des Royals de Kansas City, est nommé joueur par excellence de la Série de championnat après une performance de 11 coups sûrs dont deux doubles et un triple, 6 points marqués et 5 points produits face aux Blue Jays. Dans la série de 6 matchs, il frappe pour, 478 de moyenne au bâton et sa moyenne de présence sur les buts s'élève à, 481. Escobar, qui est premier de l'ordre des frappeurs des Royals, réalise aussi une performance inédite en amorçant chacun des premiers tours au bâton de son équipe avec un coup sûr lors des 4 premiers matchs de la série.